# 朗日库尔
朗日库尔（法語：Rangecourt，法語發音：[ʁɑ̃ʒkuʁ]）是法国上马恩省的一个市镇，属于肖蒙区。

## 地理
朗日库尔（48°2'36"N, 5°29'6"E）面积6.81 平方千米，位于法国大東部大區上马恩省，该省份为法国东北部内陆省份，北起马恩省和默兹省，西接奥布省，西南接科多尔省，东南接上索恩省，东临孚日省。
与朗日库尔接壤的市镇（或旧市镇、城区）包括：巴西尼地区伊斯、拉维勒讷沃、瓦勒德默兹、楠维尔、努瓦耶。

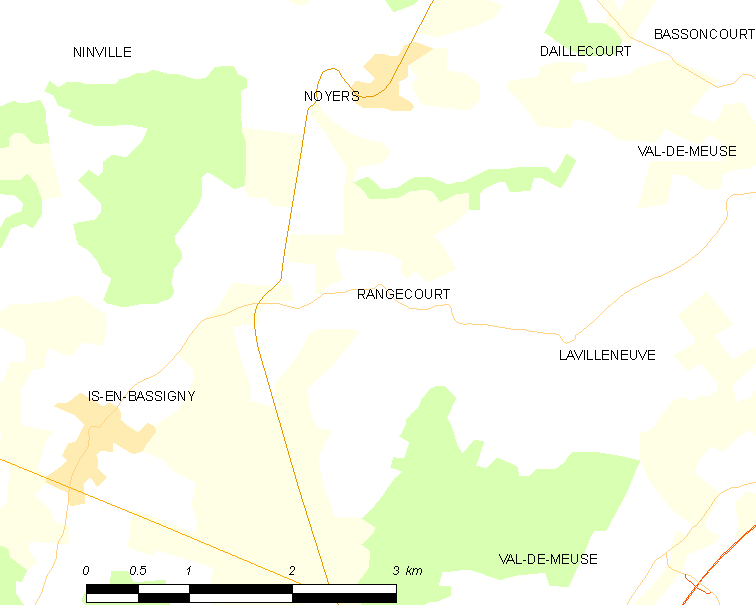
朗日库尔的OSM定位图

朗日库尔的时区为UTC+01:00、UTC+02:00（夏令时）。

## 行政
朗日库尔的邮政编码为52140，INSEE市镇编码为52416。

## 政治
朗日库尔所属的省级选区为波旁莱班县。

## 人口

1962-2008年间朗日库尔人口变化图示

朗日库尔于2022年1月1日时的人口数量为62人。